# Primarias del Partido Republicano de 2008 en Georgia

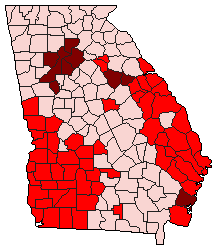
Un mapa de los condados ganados por cada candidato en las primarias republicanas de Georgia, 2008.

Las primarias republicanas de Georgia, 2008 fueron el 5 de febrero de 2008, con 72 delegados nacionales en juego.

## Resultados
| Primaria presidencial republicana de Georgia, 2008 99% de los precintos reportados | Primaria presidencial republicana de Georgia, 2008 99% de los precintos reportados | Primaria presidencial republicana de Georgia, 2008 99% de los precintos reportados | Primaria presidencial republicana de Georgia, 2008 99% de los precintos reportados | Primaria presidencial republicana de Georgia, 2008 99% de los precintos reportados |
| Candidato                                                                          | Candidato                                                                          | Votos                                                                              | Porcentajes                                                                        | Delegados Nacionales                                                               |
| ---------------------------------------------------------------------------------- | ---------------------------------------------------------------------------------- | ---------------------------------------------------------------------------------- | ---------------------------------------------------------------------------------- | ---------------------------------------------------------------------------------- |
| Mike Huckabee                                                                      | Mike Huckabee                                                                      | 325,602                                                                            | 34.18%                                                                             | 45                                                                                 |
| John McCain                                                                        | John McCain                                                                        | 302,895                                                                            | 31.8%                                                                              | 3                                                                                  |
| Mitt Romney                                                                        | Mitt Romney                                                                        | 289,118                                                                            | 30.35%                                                                             | 0                                                                                  |
| Ron Paul                                                                           | Ron Paul                                                                           | 27,893                                                                             | 2.93%                                                                              | 0                                                                                  |
| Rudy Giuliani                                                                      | Rudy Giuliani                                                                      | 6,996                                                                              | 0.73%                                                                              | 0                                                                                  |
| Total                                                                              | Total                                                                              | 952,504                                                                            | 100%                                                                               | 48                                                                                 |